# Художилов, Сергей Николаевич
Сергей Николаевич Художилов (6 сентября 1965) — советский и украинский футболист, полузащитник.
Воспитанник никопольского футбола, тренер Григорий Варжеленко. За местный «Колос» играл в первой (1983, 1985, 1988) и второй низшей (1990—1991) лигах первенства СССР и в первой лиге Украины (1992—1992/93). В 1983 году перешёл в днепропетровский «Днепр», за который в 1984—1985 годах провёл пять матчей в высшей лиге. В 1986—1987 годах играл во второй лиге за СКА Киев. По ходу сезона-1988 перешёл в харьковский «Металлист» — команда, участвовавшая в еврокубках, имела право заявить любых двух футболистов, но провёл за месяц только пять неполных матчей. В 1989—1990 годах был в составе «Днепра», но играл только за дубль, сыграв за основную команду только несколько матчей в Кубке СССР и Кубке Федерации. Профессиональную футбольную карьеру завершил в 1992 году.
Обладатель Кубка Украины по мини-футболу 1993/94 в составе команды «Нике» Днепропетровск.
Играл за любительские команды из Днепропетровска
Серебряный призёр юношеского чемпионата Европы 1984 (до 18 лет); четвёртое место на молодёжном чемпионате мира 1985.
Победитель Спартакиады народов СССР 1986 в составе сборной Украинской ССР.